# Pfarrkirche Schönbühel

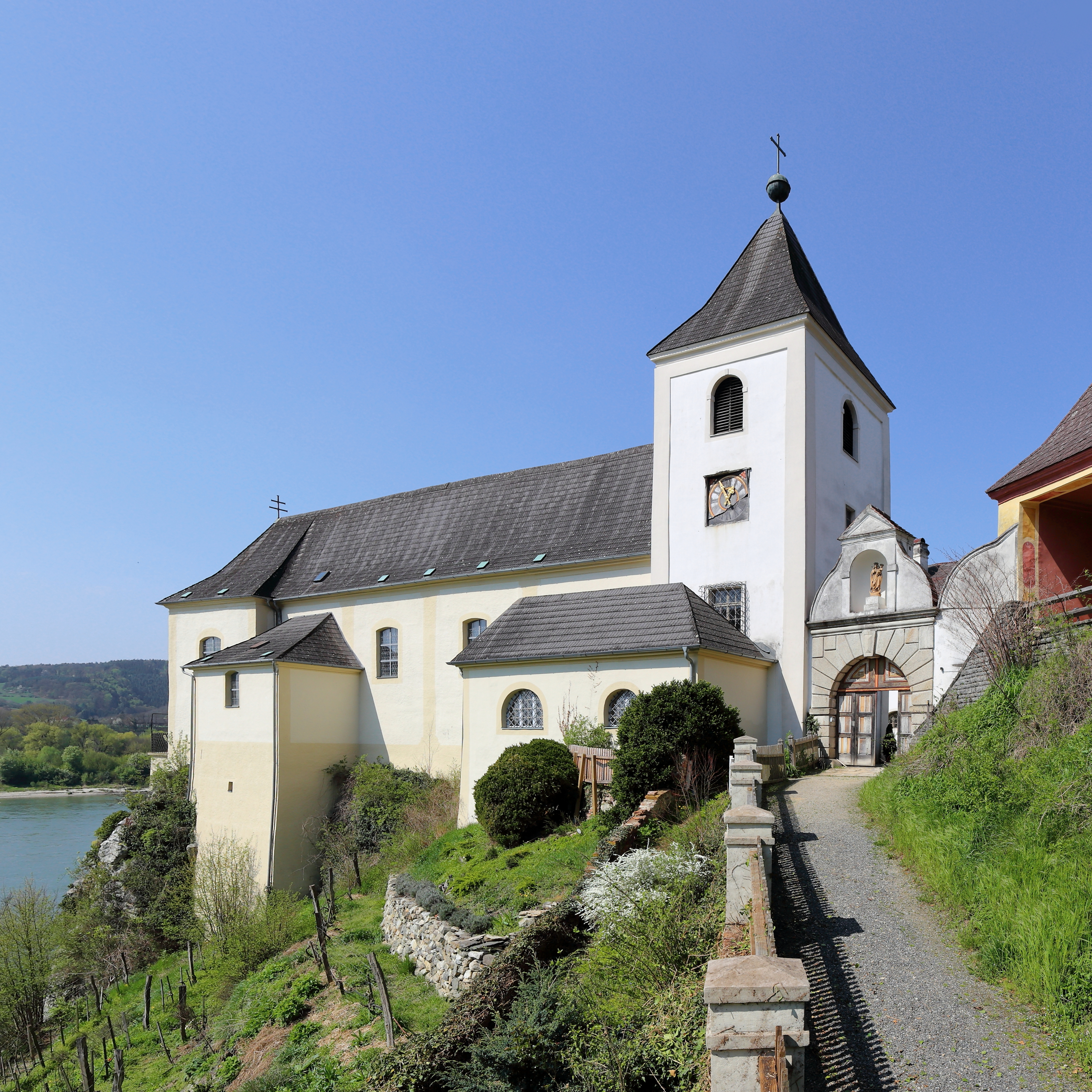
Katholische Pfarrkirche hl. Rosalia in Schönbühel

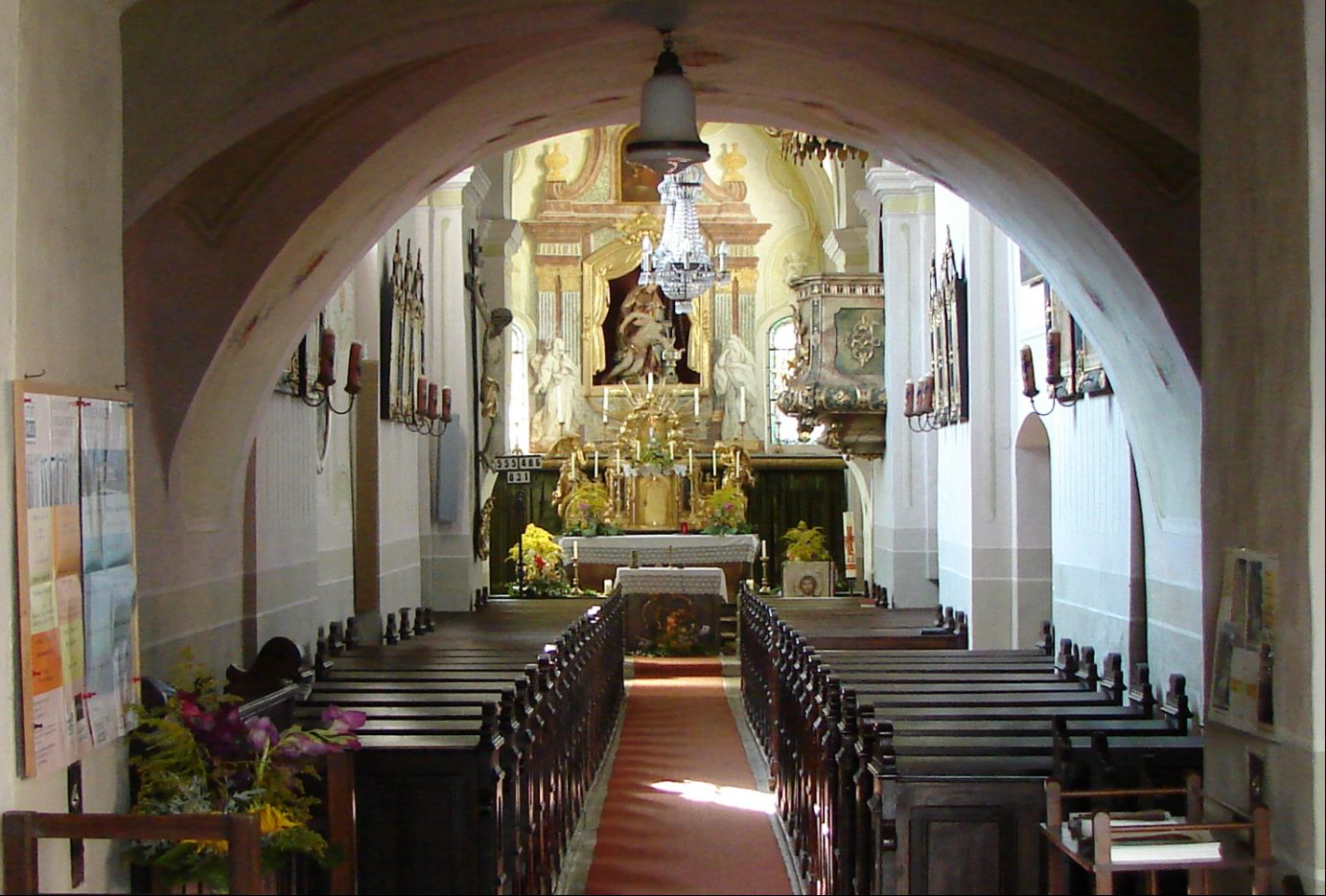
Kircheninneres

Die Pfarrkirche Schönbühel steht als ehemalige Klosterkirche im Verband mit dem Kloster Schönbühel in Schönbühel an der Donau in der Marktgemeinde Schönbühel-Aggsbach im Bezirk Melk in Niederösterreich. Der schlichte langgestreckte frühbarocke Kirchenbau aus dem 17. Jahrhundert steht in markanter Lage auf einer steilen, schmalen Felskuppe über der Donau. Etwas unterhalb befindet sich der 1669 errichtete kapellenartig gestaltete Kalvarienberg mit geöffneter Längsseite. Die Figuren des Gekreuzigten und der beiden Schächer stammen aus der Originalausstattung, die Statuen der Muttergottes und des Johannes wurden hundert Jahre später hinzugefügt.

## Architektur
Das einschiffige Langhaus mit dem Chor unter gemeinsamem Walmdach ist Teil eines extrem langgestreckten, schmalen Baus. Der außen quadratische Westchor, der donauseitig über die Flucht des anschließenden Klostertrakts hinausragt, ist etwas breiter als das Langhaus. Ihm ist eine dreiviertelrunde Aussichts- und Umgangsterrasse vorgestellt, die vom Chor zugänglich ist. Der im Osten angebaute Turm, der von einem Zeltdach bekrönt wird, wurde um 1900 errichtet.
Die Kirche verfügt im Innenraum über eine reiche barocke Einrichtung. Der Hochaltar besteht aus einem Altartisch mit barockem Tabernakelaufbau (2. Hälfte 18. Jahrhundert) und gemaltem Giebelaltar. Die Scheinarchitektur und die gemalten Statuen stammen von A. Rudroff (1792). In der Mitte befindet sich eine Mauernische mit Vorhangdraperie und einer Gnadenstatue mit beinahe lebensgroßen Skulpturen (1688). Im gemalten Volutenaufsatz ist ein Gemälde der hl Rosalie von Martin Johann Schmidt (1768) eingelassen.